# Westley Allan Dodd
Westley Allan Dodd, född 3 juli 1961 i Toppenish, Washington, död 5 januari 1993 i Walla Walla, Washington, var en amerikansk seriemördare och sexualbrottsling. Han våldtog, torterade och mördade tre minderåriga pojkar.

## Uppväxt
Till skillnad från de flesta seriemördare hävdade Dodd att han under sin uppväxt inte på något sätt hade varit utsatt för sexuella övergrepp, dock att hans far var våldsam och att han fick bevittna flera bråk mellan sin far och mor samt att fadern vid ett tillfälle försökt att begå självmord. Trots detta har Dodd i en dagbok som The Seattle Times tagit del av beskrivit sin uppväxt som lycklig i en välbärgad och välfungerande familj.

## Morden
Redan i tonåren började Dodd att förgripa sig på barn. Hans första offer var hans egen kusin. Hans offer, som enligt utsago skall vara omkring 50 stycken till antalet, var i åldrarna 2–12 år. Hans sexuella fantasier skenade våldsamt under tonåren och som vuxen började han att fantisera om att skära bort könsorganen på sina offer. Han mördade bröderna Cole och William Neer, 11 och 10 år gamla, under hösten 1989 och torterade, våldtog och mördade 4-årige Lee Iseli.
I november 1989 försökte han att kidnappa en 6-årig pojke utanför en biograf i staden Camas i delstaten Washington men blev upptäckt, jagad och nedtacklad av barnets mors pojkvän. Han greps på platsen av polisen i Camas och utredningen om Dodd inleddes. Vid den följande husrannsakan fann poliserna en av Dodd byggd sträckbänk som vid tidpunkten inte hade hunnit att användas.

## Rättegång och dom
Under rättegången visade Dodd ingen som helst ånger för de mord han begått och han begärde själv att han skulle dömas till döden eftersom: "Jag måste dömas till döden eftersom om jag får en möjlighet att rymma kommer jag göra det, och om jag rymmer lovar jag att jag kommer att döda vakterna om jag måste, sedan skulle jag våldta och njuta av det." Han uttalade också att han omedelbart skulle återgå till att våldta, tortera och döda barn om han kunde.
Westley Allan Dodd dömdes 1990 till döden och fick då valet mellan att dö genom giftinjektion eller hängning. Dodd valde att hängas eftersom "det var så Lee Iseli dog". Dodd krävde dessutom att hans avrättning skulle sändas i TV, men hans begäran avslogs. Westley Allen Dodd är den förste att avrättas genom hängning i USA sedan 1965. Strax efter midnatt den 5 januari 1993 avrättades Westley Allan Dodd i Washington State Penitentiary i Walla Walla.